# Поединок (телепередача)
«Поединок» — общественно-политическое ток-шоу, выходившее на телеканале «Россия-1» со 2 сентября 2010 по 5 октября 2017 года. Ведущий — журналист Владимир Соловьёв. Программа выходила в прямом эфире на Дальнем Востоке (Дубль-1), а для других регионов России и зарубежных стран транслировалась в записи. С 2013 года программа выходила в формате высокой чёткости на телеканале «Россия HD» (с июля 2016 года — «Россия-1 HD») по аналогичному графику оригинальной версии «России-1». Продолжительность одного выпуска (за исключением рекламных блоков) составляла от 65 до 95 минут.
Ранее программа в таком формате выходила по пятницам на бывшем канале ТВС под таким же названием с 22 ноября 2002 по 21 июня 2003 года, но потом была закрыта вместе с телеканалом. В дальнейшем с 4 сентября 2003 по 23 апреля 2009 года на НТВ выходила передача «К барьеру» с аналогичной концепцией.
В преддверии выборов в Государственную думу с 4 ноября по 4 декабря 2011 года (фактически — до 19 января 2012 года) и в преддверии выборов президента России с 4 февраля по 3 марта 2012 года показ общественно-политических ток-шоу был временно приостановлен, а программа «Поединок» выходила в формате предвыборных дебатов.
С апреля 2014 по июль 2015 года в связи с событиями на Украине вместо «Поединка» выходила программа «Воскресный вечер с Владимиром Соловьёвым (специальный выпуск)» или «Вечер с Владимиром Соловьёвым». После отсутствия в эфире весь телевизионный сезон 2014/2015 годов передача была возвращена в сетку телеканала «Россия-1» 10 сентября 2015 года, но время от времени замещалась на «Вечер с Владимиром Соловьёвым».
5 октября 2017 года вышел последний выпуск программы, вместо неё по четвергам выходят выпуски «Вечера с Владимиром Соловьёвым». Официальных сообщений о закрытии не поступало. Последний раз студийные декорации передачи на «Мосфильме» использовались 18 марта 2018 года во время эфира, проводившегося при подсчёте голосов после президентских выборов.

## Правила передачи
В передаче «Поединок» встречаются два известных человека (две стороны), придерживающиеся противоположных взглядов на какую-либо актуальную проблему. Дебаты проходят в три раунда продолжительностью в 10-15 минут.
- В первом раунде стороны задают вопросы друг другу и отвечают на них.
- Во втором раунде к разговору присоединяются эксперты («секунданты»), которые задают вопросы противоположной стороне (обеим сторонам).
- В третьем раунде вопросы сторонам задаёт сам ведущий.

В ходе спора телезрители могут голосовать за участников при помощи телефонных звонков и SMS-сообщений.
Победителем в конце программы признаётся тот, кто получил большее количество голосов телезрителей.

## Статистика

### Рекорды программы
- Рекордное число зрительских голосов за всю историю передачи на телеканале «Россия-1» (140 908) было подано в 97 выпуске 24 октября 2013 года за Владимира Жириновского[8].
- Самое малое число голосов (1298) — за Вадима Трюхана в 160 выпуске 7 сентября 2017 года[8].
- Рекордное суммарное голосование (за обоих) было в первом после выборов 2011 выпуске (выпуск № 48) — 265 567 человек (в том числе 135 474 голосов (51 %) — за Геннадия Зюганова и 130 093 (49 %) — за Михаила Прохорова)[8].
- Рекордное число посещений телепрограммы — у Владимира Жириновского (36 раз), на втором месте — Александр Проханов (23 раза), на третьем — Леонид Гозман (16 раз).

#### Наибольшие голоса
| Число голосов | Гость (выпуск) |
| ------------- | --- |
| 140 000+      | Владимир Жириновский (97) |
| 130 000+      | Геннадий Зюганов (48) Михаил Прохоров (48) |
| 120 000+      | Владимир Жириновский (47, 50, 60) Михаил Прохоров (50) Александр Хинштейн (96) |
| 110 000+      | Владимир Жириновский (73) Александр Проханов (101) |
| 100 000+      | Сергей Кургинян (19) Геннадий Зюганов (29) Михаил Прохоров (91) Максим Шевченко (92) |
| 90 000+       | Владимир Жириновский (38, 43, 78, 91, 106) Ирина Яровая (99) Александр Проханов (108) |
| 80 000+       | Михаил Веллер (30) Александр Хинштейн (33) Геннадий Зюганов (46) Владимир Жириновский (49, 52, 77, 81, 115) Сергей Удальцов (52) Аркадий Мамонтов (61) Вячеслав Никонов (84) Вероника Крашенинникова (100) Николай Стариков (123) Сергей Михеев (124) Алексей Пушков (133) |
| 70 000+       | Александр Проханов (15, 20, 38, 76, 93, 117) Владимир Жириновский (16, 21, 55, 88, 114) Оксана Дмитриева (32) Андрей Исаев (32) Олег Митволь (53) Михаил Прохоров (60) Сергей Железняк (66) Алексей Пушков (80, 110) Никита Михалков (86) Виталий Милонов (95) Максим Шевченко (97) Олесь Бузина (106) Сергей Кургинян (116, 131) Карен Шахназаров (119) Сергей Михеев (127) |
| 60 000+       | Дмитрий Назаров (23, 89) Сергей Кургинян (25, 75, 146) Владимир Жириновский (28, 85, 136, 139) Аркадий Мамонтов (34) Александр Проханов (35, 51, 58, 83, 118, 140) Андрей Максимов (36) Геннадий Зюганов (42) Михаил Веллер (54) Никита Михалков (56) Владимир Бортко (68) Вячеслав Никонов (74, 126, 128) Виталий Милонов (87, 102) Дмитрий Киселёв (105) Семён Багдасаров (112) Евгений Сатановский (113, 122) Сергей Михеев (120, 137, 138) |
| 50 000+       | Ольга Костина (10) Владимир Жириновский (11, 121, 125, 129, 148) Николай Бурляев (14) Сергей Митрохин (17, 43) Владимир Васильев (17) Александр Хинштейн (22, 69) Всеволод Чаплин (27) Гейдар Джемаль (31) Ирина Хакамада (35) Владимир Мединский (37) Дмитрий Рогозин (39) Николай Левичев (40) Александр Проханов (41, 64, 90, 132) Сергей Миронов (49) Андрей Кураев (57) Михаил Барщевский (59) Роман Толокнов (59) Михаил Веллер (62) Максим Шевченко (63) Андрей Савельев (64) Михаил Леонтьев (65) Сергей Железняк (70, 79, 98) Виталий Милонов (71) Геннадий Зюганов (72) Дмитрий Гудков (80) Александр Мясников (89) Вероника Крашенинникова (103) Дмитрий Куликов (111) Сергей Михеев (130, 134, 142, 147, 149) Семён Багдасаров (141) Сергей Кургинян (143, 144, 145, 150, 155) Карен Шахназаров (153) |
| 40 000+       | Александр Проханов (2, 109, 151, 162) Михаил Веллер (3, 18, 45) Дмитрий Рогозин (7) Никита Михалков (9) Дмитрий Быков (9) Александр Хинштейн (13, 82) Сергей Митрохин (24, 39, 66, 90) Ирина Хакамада (26, 74, 79, 98) Александр Дугин (26) Леонид Гозман (37, 96) Владимир Жириновский (40) Генри Резник (44, 99) Олег Митволь (67) Илья Пономарёв (78) Николай Сванидзе (81) Виталий Милонов (135) Сергей Михеев (152, 154, 156, 160) Вячеслав Никонов (157) Виталий Третьяков (158) Дмитрий Куликов (161) |

Номер выпуска, выделенный красным цветом, означает проигравшего в «Поединке» гостя.

### Рейтинг посещаемости гостей

#### Посетили более 4-х раз
| Место | Гость                                                                           | Посещений | Побед      | Поражений  | Комментарий |
| ----- | ------------------------------------------------------------------------------- | --------- | ---------- | ---------- | --- |
| 1     | Владимир Жириновский Лидер ЛДПР                                                 | 36        | 27 (75 %)  | 9 (25 %)   | В самом первом выпуске проиграл Сергею Митрохину, а потом в основном выигрывал с большим перевесом, проиграв вновь только в выпуске № 40 дебютанту программы Николаю Левичеву. В 43-м выпуске он взял реванш за поражение от Сергея Митрохина. В 50-м выпуске проиграл Михаилу Прохорову, однако, в 60-м он взял реванш. В 68-м выпуске проиграл дебютанту программы Владимиру Бортко. В 91-м выпуске вновь проиграл Прохорову. В 118-м выпуске потерпел поражение от Александра Проханова, которого до этого обыграл. В 123-м выпуске потерпел поражение от Николая Старикова. В 141-м выпуске проиграл Семёну Багдасарову. В 145-м выпуске проиграл Сергею Кургиняну. На настоящее время имеет больше всех побед и больше всех посещений. |
| 2     | Александр Проханов Писатель, публицист                                          | 23        | 22 (96 %)  | 1 (4 %)    | Проиграл только один раз в последнем перед сезонным перерывом (лето 2011) выпуске № 38 (Владимиру Жириновскому). В остальных выпусках выигрывал, в т.ч. и у Жириновского (выпуск № 118). |
| 3     | Леонид Гозман Член партии «Правое дело»                                         | 16        | 0 (0 %)    | 16 (100 %) | Проиграл все поединки. |
| 4     | Сергей Михеев Политолог                                                         | 14        | 14 (100 %) | 0 (0 %)    | Выиграл все поединки. |
| 5     | Николай Злобин Президент Центра глобальных интересов                            | 13        | 0 (0 %)    | 13 (100 %) | Проиграл все поединки. |
| 6     | Сергей Кургинян Лидер Всероссийского общественного движения «Суть времени»      | 11        | 11 (100 %) | 0 (0 %)    | Выиграл все поединки. |
| 7—8   | Ирина Хакамада Писатель, общественный деятель                                   | 9         | 1 (11 %)   | 8 (89 %)   | Как дебютант, в выпуске № 26 одержала победу над Александром Дугиным, затем проигрывала своим оппонентам. |
| 7—8   | Борис Надеждин Президент Института региональных проектов и законодательства     | 9         | 0 (0 %)    | 9 (100 %)  | Проиграл все поединки. |
| 9—10  | Александр Хинштейн Депутат Государственной Думы                                 | 7         | 6 (86 %)   | 1 (14 %)   | В выпуске № 6 проиграл Марату Гельману, но набрал почти 50 % голосов: 37 272 (49,7 %) против 37 664 (50,3 %) у победителя. В остальных выпусках выигрывал. |
| 9—10  | Сергей Митрохин Председатель партии «Яблоко»                                    | 7         | 2 (29 %)   | 5 (71 %)   | Участник 1-го выпуска программы, в котором одержал победу над Владимиром Жириновским, но в 43-м выпуске ему же проиграл. Также выиграл у Сергея Бояркина в 24-м выпуске. |
| 11—12 | Михаил Веллер Писатель, прозаик                                                 | 6         | 6 (100 %)  | 0 (0 %)    | Выиграл все поединки. |
| 11—12 | Михаил Барщевский Адвокат, писатель                                             | 6         | 1 (17 %)   | 5 (83 %)   | Выиграл лишь однажды в выпуске № 59 у Романа Толокнова с перевесом в 2% голосов. В остальных выпусках проигрывал. |
| 13—18 | Геннадий Зюганов Председатель КПРФ                                              | 5         | 5 (100 %)  | 0 (0 %)    | Выиграл все поединки. |
| 13—18 | Виталий Милонов Депутат Законодательного собрания Санкт-Петербурга              | 5         | 5 (100 %)  | 0 (0 %)    | Выиграл все поединки. |
| 13—18 | Вячеслав Никонов Депутат Государственной Думы, президент фонда «Политика»       | 5         | 5 (100 %)  | 0 (0 %)    | Выиграл все поединки. |
| 13—18 | Михаил Прохоров Бизнесмен, лидер партии «Гражданская платформа»                 | 5         | 2 (40 %)   | 3 (60 %)   | Выиграл у Владимира Жириновского в выпусках № 50 и № 91, однако проиграл ему же в выпусках № 60 и № 73, а также Геннадию Зюганову в выпуске № 48. |
| 13—18 | Владимир Рыжков Председатель общественного движения «Выбор России»              | 5         | 0 (0 %)    | 5 (100 %)  | Проиграл все поединки. |
| 13—18 | Вячеслав Ковтун Директор украинского Центра исследований общественных процессов | 5         | 0 (0 %)    | 5 (100 %)  | Проиграл все поединки. |

#### Посетили четырежды
- Сергей Железняк (4-0)
- Никита Михалков (4-0)
- Олег Митволь (2-2)
- Марат Гельман (1-3)
- Генри Резник (1-3)
- Николай Сванидзе (0-4)

#### Посетили трижды
- Аркадий Мамонтов (3-0)
- Алексей Пушков (3-0)
- Максим Шевченко (2-1)
- Евгений Сатановский (2-1)
- Александр Починок (0-3)
- Иосиф Райхельгауз (0-3)

#### Посетили дважды
- Дмитрий Назаров (2-0)
- Михаил Леонтьев (2-0)
- Дмитрий Рогозин (2-0)
- Вероника Крашенинникова (2-0)
- Семён Багдасаров (2-0)
- Карен Шахназаров (2-0)
- Виталий Третьяков (2-0)
- Дмитрий Куликов (2-0)
- Гейдар Джемаль (1-1)
- Алексей Венедиктов (0-2)
- Юлий Гусман (0-2)
- Сергей Миронов (0-2)
- Виктор Ерофеев (0-2)
- Дмитрий Гудков (0-2)
- Лолита Милявская (0-2)
- Сергей Станкевич (0-2)
- Мария Арбатова (0-2)
- Майкл Бом (0-2)
- Александр Архангельский (0-2)
- Григорий Амнуэль (0-2)
- Ариэль Коэн (0-2)
- Вадим Трюхан (0-2)
- Якуб Корэйба (0-2)

#### Рейтинг посещаемости третейских судей
- Андрей Кокошин — 16 раз
- Карен Шахназаров — 15 раз
- Игорь Волгин — 14 раз
- Юрий Кублановский — 14 раз
- Юрий Петров — 9 раз
- Юрий Пивоваров — 8 раз
- Юрий Поляков — 5 раз
- Михаил Горшков — 4 раза
- Сергей Мироненко — 4 раза
- Олег Морозов — 4 раза
- Виталий Третьяков — 4 раза
- Павел Астахов — 3 раза
- Владимир Лукин — 3 раза
- Алексей Пушков — 3 раза
- Андрей Сахаров — 3 раза
- Андрей Сорокин — 3 раза

## Личные встречи
- Проханов и Хакамада конкурировали дважды (9 июня 2011 г. и 22 сентября 2011 г.), в обоих случаях победа была за Прохановым.
- Жириновский и Митрохин конкурировали дважды (2 сентября 2010 г. и 6 октября 2011 г.), в первом случае победа была за Митрохиным, во втором за Жириновским.
- Проханов и Гозман встречались четырежды (15 марта 2012 г., 17 мая 2012 г., 21 ноября 2013 г. и 8 декабря 2016 г.) и Гозман всегда терпел поражение, причём в первых двух встречах процентное соотношение было одинаковым (71 % — Проханов, 29 % — Гозман).
- Жириновский и Прохоров конкурировали четырежды (2 февраля 2012 г., 7 июня 2012 г., 13 декабря 2012 г. и 12 сентября 2013 г.). Итоговый счёт — 2:2. При первой их встрече Прохоров выиграл с минимальным преимуществом (51 % — Прохоров, 49 % — Жириновский). Однако потом Жириновский успешно отыгрался, дважды выиграв у Прохорова (во второй встрече: 62 % — Жириновский, 38 % — Прохоров и в третьей: 75 % — Жириновский, 25 % — Прохоров). В четвёртой встрече Прохоров вновь выиграл с перевесом в 4 % голосов (52 % — Прохоров, 48 % — Жириновский).
- Хинштейн и Починок встречались дважды (15 ноября 2012 г. и 28 марта 2013 г.). Оба поединка выиграл Хинштейн.
- Михалков и Гозман встречались дважды (30 сентября 2010 г. и 16 мая 2013 г.). Гозман оба раза потерпел поражение.
- Хинштейн и Гозман конкурировали дважды (3 марта 2011 г. и 17 октября 2013 г.). Гозман оба раза потерпел поражение.
- Хакамада и Железняк конкурировали дважды (28 февраля 2013 г. и 31 октября 2013 г.). Хакамада в обеих встречах потерпела поражение.
- Милонов и Гельман встречались дважды (23 мая 2013 г. и 28 ноября 2013 г.). Оба поединка выиграл Милонов.
- Проханов и Злобин конкурировали дважды (26 сентября 2013 г. и 4 апреля 2014 г.). Победа в обоих поединках была за Прохановым.
- Кургинян и Надеждин встречались дважды (31 января 2013 г. и 5 ноября 2015 г.). В обоих поединках победил Кургинян.
- Жириновский и Проханов встречались дважды (30 июня 2011 г. и 28 января 2016 г.), в первом случае победа была за Жириновским, во втором за Прохановым.
- Жириновский и Злобин встречались четырежды (29 октября 2015 г., 18 февраля 2016 г., 17 ноября 2016 г. и 16 марта 2017 г.) и Злобин всегда терпел поражение.
- Жириновский и Барщевский встречались дважды (22 октября 2015 г. и 24 марта 2016 г.). В обоих поединках победил Жириновский.
- Михеев и Станкевич конкурировали дважды (11 февраля 2016 г. и 22 сентября 2016 г.), в обоих случаях победа была за Михеевым.
- Арбатова и Милонов встречались дважды (29 ноября 2012 г. и 29 сентября 2016 г.). Оба поединка выиграл Милонов.
- Михеев и Ковтун встречались дважды (19 мая 2016 г. и 13 октября 2016 г.). Оба поединка выиграл Михеев.
- Кургинян и Гозман конкурировали дважды (2 июня 2016 г. и 16 февраля 2017 г.). Гозман оба раза потерпел поражение.
- Кургинян и Злобин конкурировали дважды (24 марта 2011 г. и 30 марта 2017 г.). В обоих поединках победил Кургинян.
- Проханов и Архангельский встречались дважды (7 февраля 2013 г. и 6 апреля 2017 г.). Победа в обоих поединках была за Прохановым.
- Михеев и Надеждин встречались дважды (7 апреля 2016 г. и 25 мая 2017 г.). Оба поединка выиграл Михеев.
- Михеев и Злобин конкурировали дважды (27 апреля 2017 г. и 8 июня 2017 г.). Злобин оба раза потерпел поражение.
- Михеев и Трюхан встречались дважды (23 марта 2017 г. и 7 сентября 2017 г.). В обоих поединках победил Михеев.

## Критика
Российский журналист Владимир Кара-Мурза-старший в одной из своих статей говорил:
...Раньше, как мне кажется, она [программа «Поединок»] была интереснее – более эрудированные редакторы готовили любопытные подборки из истории известных реальных дуэлей. Однако затем планку понизили: будто бы публике нужно чего попроще, особенно хорошо идут пикировки, например, постоянного гостя Жириновского с оппонентами...»

## Пародии
В марте 2011 года пародия на программу «Поединок» была показана в одном из выпусков программы «Первого канала» «Большая разница». В ней в юмористической форме была показана словесная дуэль между Александром Хинштейном и Дмитрием Рогозиным.